# 李載冕
李載冕（：／ I Jae-myon，1845年8月22日—1912年9月9日）是朝鮮王朝的王族。初名載錄（재록），字武卿（무경），號又石（우석）。1900年封完興君（：／ Wanheung-gun），1910年陞爵興親王（：／ Heung-chinwang）。日本吞併朝鮮後改名李熹（：／ I Hui），受封為公。
李載冕是興宣大院君李昰應的嫡長子，也是朝鮮高宗的嫡兄。興宣大院君曾一度計劃將高宗廢黜，將李載冕列為國王的候選人。

## 生平
興宣大院君李昰應的嫡長子，原本被過繼給二伯父興完君李晸應為嗣，後來在1864年因大妃特別下教旨而歸宗；同年文科及第，歷任承政院、奎章閣、成均館的官員。1870年後，擔任兵曹判書、吏曹判書，宮內大臣等要職。1882年壬午軍亂時掌握兵權，一度被清將袁世凱拘捕。曾進入金弘集內閣。1894年被封為上輔國崇祿大夫。1900年被封為完興君。1902年支援其子生活於日本。1910年8月15日被封為興親王，日韓合併後的同年8月29日改名李熹，受封為公。

## 評價
2006年12月7日，韓国政府設立的親日反民族行為真相糾明委員會首任委員長姜萬吉向時任韓國總統的盧武鉉會同韓國國會提交調查報告，發表了《親日反民族行為106人名單》，當中有11人被指為「賣國」，其中一人就是李載冕。

## 家族
- 父親：興宣大院君（흥선대원군，1820年12月21日－1898年2月22日）
- 母親：驪興府大夫人閔氏（여흥부 대부인 민씨，1818年－1898年）
- 正室：豐山洪氏（풍산홍씨，1844年－1887年），通德郎洪秉周之女
- 繼室：驪州李氏（여주이씨，1883年6月7日－1978年1月8日），參奉李麟九之女，後被稱為李熹公妃李氏
- 嫡長子：永宣君李埈鎔（이준용，1870年6月25日－1917年3月22日）
- 嫡次子：李鎔（1882年－1901年）
- 嫡長女：與郡守金仁圭（김인규）成婚
- 次女：與朝鮮秘書丞金斗漢成婚
- 庶女：與主事金奎定（朝鲜语：김규정）成婚
- 嫡次弟：翼成君李載晃（高宗皇帝，1852年9月8日－1919年1月21日）
- 庶兄：贈完恩君李載先（朝鲜语：이재선）（1842年8月1日－1881年10月28日）